# UCI World Tour 2018
L'UCI World Tour 2018 fou la vuitena edició de l'UCI World Tour. Incloïa 37 proves, les mateixes que en l'edició del 2017 després de la no inclusió del Tour de Qatar. La competició començà el 16 de gener amb la disputa del Tour Down Under i finalitzà amb el Tour de Guangxi el 21 d'octubre.
El vencedor final fou l'anglès Simon Yates del Mitchelton-Scott, amb 80 punts més que el segon classificat, l'eslovac Peter Sagan (Bora-Hansgrohe). En tercera posició, però ja a més de 400 punts del vencedor, finalitzà l'espanyol Alejandro Valverde (Movistar Team).

## Equips
| Codi UCI | Equips                          |
| -------- | ------------------------------- |
| ALM      | Ag2r La Mondiale                |
| AST      | Astana Pro Team                 |
| BMC      | BMC Racing Team                 |
| BOH      | Bora-Hansgrohe                  |
| DDD      | Team Dimension Data             |
| EFD      | EF Education First-Drapac       |
| FDJ      | FDJ                             |
| KAT      | Team Katusha-Alpecin            |
| LTS      | Lotto-Soudal                    |
| MOV      | Movistar Team                   |
| MTS      | Mitchelton-Scott                |
| QST      | Quick-Step Floors               |
| SKY      | Team Sky                        |
| SUN      | Team Sunweb                     |
| TBM      | Bahrain Merida Pro Cycling Team |
| TFS      | Trek-Segafredo                  |
| TLJ      | Team LottoNL-Jumbo              |
| UAD      | UAE Team Emirates               |

## Calendari i resultats
|    | Data                      | Nom de la cursa                   | País                    | Cat | Vencedor                 | Classificació individual | Classificació per equips |
| -- | ------------------------- | --------------------------------- | ----------------------- | --- | ------------------------ | ------------------------ | ------------------------ |
| 1  | 16-21 de gener            | Tour Down Under                   | Austràlia               | 3   | Daryl Impey (RSA)        | Daryl Impey (RSA)        | Mitchelton-Scott (AUS)   |
| 2  | 28 de gener               | Cadel Evans Great Ocean Road Race | Austràlia               | 5   | Jay McCarthy (AUS)       | Daryl Impey (RSA)        | Mitchelton-Scott (AUS)   |
| 4  | 24 de febrer              | Omloop Het Nieuwsblad             | Bèlgica                 | 5   | Michael Valgren (DEN)    | Daryl Impey (RSA)        | Mitchelton-Scott (AUS)   |
| 3  | 21-25 de febrer           | Abu Dhabi Tour                    | Emirats Àrabs Units     | 5   | Alejandro Valverde (ESP) | Daryl Impey (RSA)        | Quick-Step Floors (BEL)  |
| 5  | 3 de març                 | Strade Bianche                    | Itàlia                  | 5   | Tiesj Benoot (BEL)       | Daryl Impey (RSA)        | Quick-Step Floors (BEL)  |
| 6  | 4-11 de març              | Paris-Niça                        | França                  | 3   | Marc Soler (ESP)         | Daryl Impey (RSA)        | Mitchelton-Scott (AUS)   |
| 7  | 7-13 de març              | Tirrena-Adriàtica                 | Itàlia                  | 3   | Michał Kwiatkowski (POL) | Daryl Impey (RSA)        | Mitchelton-Scott (AUS)   |
| 8  | 17 de març                | Milà-Sanremo                      | Itàlia                  | 3   | Vincenzo Nibali (ITA)    | Daryl Impey (RSA)        | Mitchelton-Scott (AUS)   |
| 10 | 23 de març                | E3 Harelbeke                      | Bèlgica                 | 4   | Niki Terpstra (NED)      | Daryl Impey (RSA)        | Mitchelton-Scott (AUS)   |
| 9  | 19-25 de març             | Volta a Catalunya                 | Catalunya               | 4   | Alejandro Valverde (ESP) | Alejandro Valverde (ESP) | Mitchelton-Scott (AUS)   |
| 11 | 25 de març                | Gant-Wevelgem                     | Bèlgica                 | 3   | Peter Sagan (SVK)        | Alejandro Valverde (ESP) | Quick-Step Floors (BEL)  |
| 12 | 28 de març                | A través de Flandes               | Bèlgica                 | 5   | Yves Lampaert (BEL)      | Alejandro Valverde (ESP) | Quick-Step Floors (BEL)  |
| 13 | 1 d'abril                 | Tour de Flandes                   | Bèlgica                 | 3   | Niki Terpstra (NED)      | Peter Sagan (SVK)        | Quick-Step Floors (BEL)  |
| 14 | 2-7 d'abril               | Volta al País Basc                | País Basc               | 4   | Primož Roglič (SLO)      | Peter Sagan (SVK)        | Quick-Step Floors (BEL)  |
| 15 | 8 d'abril                 | París-Roubaix                     | França                  | 3   | Peter Sagan (SVK)        | Peter Sagan (SVK)        | Quick-Step Floors (BEL)  |
| 16 | 15 d'abril                | Amstel Gold Race                  | Països Baixos           | 3   | Michael Valgren (DEN)    | Peter Sagan (SVK)        | Quick-Step Floors (BEL)  |
| 17 | 18 d'abril                | Fletxa Valona                     | Bèlgica                 | 4   | Julian Alaphilippe (FRA) | Peter Sagan (SVK)        | Quick-Step Floors (BEL)  |
| 18 | 22 d'abril                | Lieja-Bastogne-Lieja              | Bèlgica                 | 3   | Bob Jungels (LUX)        | Peter Sagan (SVK)        | Quick-Step Floors (BEL)  |
| 19 | 24-29 d'abril             | Tour de Romandia                  | Suïssa                  | 3   | Primož Roglič (SLO)      | Peter Sagan (SVK)        | Quick-Step Floors (BEL)  |
| 20 | 1 de maig                 | Gran Premi de Frankfurt           | Alemanya                | 5   | Alexander Kristoff (NOR) | Peter Sagan (SVK)        | Quick-Step Floors (BEL)  |
| 22 | 13-19 de maig             | Volta a Califòrnia                | Estats Units            | 5   | Egan Bernal Gómez (COL)  | Peter Sagan (SVK)        | Quick-Step Floors (BEL)  |
| 21 | 5-27 de maig              | Giro d'Itàlia                     | Itàlia                  | 2   | Christopher Froome (GBR) | Peter Sagan (SVK)        | Quick-Step Floors (BEL)  |
| 23 | 3-10 de juny              | Critèrium del Dauphiné            | França                  | 3   | Geraint Thomas (GBR)     | Peter Sagan (SVK)        | Quick-Step Floors (BEL)  |
| 24 | 9-17 de juny              | Volta a Suïssa                    | Suïssa                  | 3   | Richie Porte (AUS)       | Peter Sagan (SVK)        | Quick-Step Floors (BEL)  |
| 26 | 29 de juliol              | RideLondon Classic                | Regne Unit              | 5   | Pascal Ackermann (GER)   | Peter Sagan (SVK)        | Quick-Step Floors (BEL)  |
| 25 | 7-29 de juliol            | Tour de França                    | França                  | 1   | Geraint Thomas (GBR)     | Peter Sagan (SVK)        | Quick-Step Floors (BEL)  |
| 27 | 4 d'agost                 | Clàssica de Sant Sebastià         | País Basc               | 4   | Julian Alaphilippe (FRA) | Peter Sagan (SVK)        | Quick-Step Floors (BEL)  |
| 27 | 4-10 d'agost              | Volta a Polònia                   | Polònia                 | 4   | Michał Kwiatkowski (POL) | Peter Sagan (SVK)        | Quick-Step Floors (BEL)  |
| 29 | 13-19 d'agost             | BinckBank Tour                    | Països Baixos · Bèlgica | 4   | Matej Mohorič (SLO)      | Peter Sagan (SVK)        | Quick-Step Floors (BEL)  |
| 30 | 19 d'agost                | EuroEyes Cyclassics               | Alemanya                | 4   | Elia Viviani (ITA)       | Peter Sagan (SVK)        | Quick-Step Floors (BEL)  |
| 32 | 26 d'agost                | Bretagne Classic                  | França                  | 4   | Oliver Naesen (BEL)      | Peter Sagan (SVK)        | Quick-Step Floors (BEL)  |
| 33 | 8 de setembre             | G. P. Ciclista de Quebec          | Canadà                  | 3   | Michael Matthews (AUS)   | Peter Sagan (SVK)        | Quick-Step Floors (BEL)  |
| 34 | 9 de setembre             | G. P. Ciclista de Mont-real       | Canadà                  | 3   | Michael Matthews (AUS)   | Peter Sagan (SVK)        | Quick-Step Floors (BEL)  |
| 31 | 25 d'agost-16 de setembre | Volta a Espanya                   | Espanya                 | 2   | Simon Yates (GBR)        | Simon Yates (GBR)        | Quick-Step Floors (BEL)  |
| 36 | 13 d'octubre              | Volta a Llombardia                | Itàlia                  | 3   | Thibaut Pinot (FRA)      | Simon Yates (GBR)        | Quick-Step Floors (BEL)  |
| 35 | 9-14 d'octubre            | Volta a Turquia                   | Turquia                 | 5   | Eduard Prades (CAT)      | Simon Yates (GBR)        | Quick-Step Floors (BEL)  |
| 37 | 16-21 d'octubre           | Tour de Guangxi                   | R.P. de la Xina         | 5   | Gianni Moscon (ITA)      | Simon Yates (GBR)        | Quick-Step Floors (BEL)  |

## Classificacions

### Classificació individual
Ciclistes amb el mateix nombre de punts es classifiquen per nombre de victòries, i si persisteix l'empat pel nombre de segons llocs, tercers llocs, i així successivament, en les curses World Tour i les etapes.
| Pos. | Nom                | País          | Equip             | Punts    |
| ---- | ------------------ | ------------- | ----------------- | -------- |
| 1    | Simon Yates        | Regne Unit    | Mitchelton-Scott  | 3.072    |
| 2    | Peter Sagan        | Eslovàquia    | Bora-Hansgrohe    | 2.992    |
| 3    | Alejandro Valverde | Espanya       | Team Movistar     | 2.609    |
| 4    | Geraint Thomas     | Regne Unit    | Team Sky          | 2.534.25 |
| 5    | Greg Van Avermaet  | Bèlgica       | BMC Racing        | 2.442,14 |
| 6    | Elia Viviani       | Itàlia        | Quick-Step Floors | 2.399    |
| 7    | Michael Matthews   | Austràlia     | Team Sunweb       | 2.393,19 |
| 8    | Julian Alaphilippe | França        | Quick-Step Floors | 2.161,12 |
| 9    | Christopher Froome | Regne Unit    | Team Sky          | 1.976,68 |
| 10   | Tom Dumoulin       | Països Baixos | Team Sunweb       | 1.975,62 |
| 11   | Primož Roglič      | Eslovènia     | Lotto NL-Jumbo    | 1.951    |
| 12   | Michael Valgren    | Dinamarca     | Team Astana       | 1.803    |
| 13   | Miguel Ángel López | Colòmbia      | Team Astana       | 1.610    |
| 14   | Romain Bardet      | França        | AG2R La Mondiale  | 1.530    |
| 15   | Oliver Naesen      | Bèlgica       | AG2R La Mondiale  | 1.516    |
| 16   | Michał Kwiatkowski | Polònia       | Team Sky          | 1.515.25 |
| 17   | Thibaut Pinot      | França        | Groupama-FDJ      | 1.500    |
| 18   | Tim Wellens        | Bèlgica       | Lotto-Soudal      | 1.480    |
| 19   | Jasper Stuyven     | Bèlgica       | Trek-Segafredo    | 1.459    |
| 20   | Steven Kruijswijk  | Països Baixos | Lotto NL-Jumbo    | 1.456    |
| 21   | Arnaud Démare      | França        | Groupama-FDJ      | 1.447    |
| 22   | Nairo Quintana     | Colòmbia      | Team Movistar     | 1.417    |
| 23   | Ion Izagirre       | Espanya       | Bahrain-Merida    | 1.403    |
| 24   | Niki Terpstra      | Països Baixos | Quick-Step Floors | 1.380,12 |
| 25   | Richie Porte       | Austràlia     | BMC Racing        | 1.368.57 |

### Classificació per equips
La classificació per equips es calcula per la suma de la posició dels ciclistes de cada un dels equips.
| Pos. | Equip                     | Punts     |
| ---- | ------------------------- | --------- |
| 1    | Quick-Step Floors         | 13.385.97 |
| 2    | Team Sky                  | 10.213    |
| 3    | Bora-Hansgrohe            | 9.180     |
| 4    | BMC Racing                | 8.779.97  |
| 5    | Mitchelton-Scott          | 8.660.03  |
| 6    | Team Astana               | 7.859     |
| 7    | Bahrain-Merida            | 7.409     |
| 8    | Team Movistar             | 7.351     |
| 9    | Team Sunweb               | 7.266.95  |
| 10   | Lotto NL-Jumbo            | 7.059     |
| 11   | AG2R La Mondiale          | 6.397     |
| 12   | UAE Team Emirates         | 5.495     |
| 13   | Trek-Segafredo            | 5.428     |
| 14   | Groupama-FDJ              | 5.102     |
| 15   | Lotto-Soudal              | 4.700.01  |
| 16   | EF Education First-Drapac | 4.373     |
| 17   | Katusha-Alpecin           | 2.757     |
| 18   | Team Dimension Data       | 2.017     |